# Борислав Караматев
Борислав Караматев е български футболист и треньор. Състезава се за отбора на Марица (Пловдив). През лятото на 2018 година е назначен за старши треньор на тима и спира състезателна дейност.
Той играе като централен полузащитник. Висок е 178 см. и тежи 67 кг. Силният му крак е десният. Започва своята кариера в отбора от родния си град - ФК Асеновец. На 19 години отива в отбора на ЦСКА, като след това преминава в Пирин (Благоевград), където играе под наем, за да се присъедини към Ботев през 2004 г. Следват престои в Сливен и Любимец, а през 2010 година се завръща в родния Асеновец, като е назначен за играещ старши треньор. През лятото на 2016 г. преминава в Марица. През лятото на 2018 г. е назначен за старши треньор на Марица (Пловдив). Води тима в шампионата на Трета лига – Югоизточна група.

## Статистика по сезони
| Сезон       | Отбор       | Първенство | Мачове | Голове |
| ----------- | ----------- | ---------- | ------ | ------ |
| 2002/2003   | ЦСКА        | А група    | 1      | 0      |
| 2003 есен   | ЦСКА        | А група    | 1      | 0      |
| 2004 пролет | Пирин       | Б група    | 2      | 0      |
| 2004/2005   | Ботев       | Б група    | 25     | 2      |
| 2005/2006   | Ботев       | А група    | 25     | 0      |
| 2006/2007   | Ботев       | А група    | 30     | 0      |
| 2007/2008   | Ботев       | А група    | 14     | 0      |
| 2008/ес.    | Ботев       | А група    | 0      | 0      |
| 2009/пр.    | Сливен      | А група    | 7      | 0      |
| 2009/2010   | Любимец     | Б група    | 14     | 0      |
| 2010-       | ФК Асеновец | В група    |        |        |
| 2016/2017   | Марица      | Трета лига | 32     | 8      |
| 2017/2018   | Марица      | Втора лига | 27     | 1      |